# یوشیاکی هاتاکدا
یوشیاکی هاتاکدا (انگلیسی: Yoshiaki Hatakeda؛ زادهٔ ۱۲ مهٔ ۱۹۷۲) ژیمناست هنری اهل ژاپن بود.